# Alphina nigrosignata
Alphina nigrosignata är en insektsart som beskrevs av Stsl 1863. Alphina nigrosignata ingår i släktet Alphina och familjen lyktstritar. Inga underarter finns listade i Catalogue of Life.